# Кундашлинська сільська рада
Кундашли́нська сільська рада (рос. Кундашлинский сельский совет) — муніципальне утворення у складі Балтачевського району Башкортостану, Росія. Адміністративний центр — присілок Кундашли.

## Населення
Населення — 636 осіб (2019, 879 в 2010, 1135 в 2002).

## Склад
До складу поселення входять такі населені пункти:
| Населений пункт       | Населення, осіб (2002) | Населення, осіб (2010) |
| --------------------- | ---------------------- | ---------------------- |
| Казанка, присілок     | 36                     | 11                     |
| Костилево, присілок   | 2                      | -                      |
| Кундашли, присілок    | 784                    | 597                    |
| Курачево, присілок    | 246                    | 226                    |
| Ніколаевка, присілок  | 0                      | -                      |
| Рахімкулово, присілок | 67                     | 45                     |